# Tubiluchus troglodytes
Espèce
Tubiluchus troglodytes est une espèce de priapuliens de la famille des Tubiluchidae.

## Distribution
Cette espèce meiobenthique est endémique des Pouilles en Italie. Elle se rencontre dans la grotte sous-marine Grotta Piccola del Ciolo à Santa Maria di Leuca dans la mer Ionienne.

## Étymologie
Son nom d'espèce lui a été donné en référence à son habitat, une grotte.

## Publication originale
- Todaro & Shirley 2003 : A new meiobenthic priapulid (Priapulida, Tubiluchidae) from a Mediterranean submarine cave. Italian Journal of Zoology vol. 70, no 1, p. 79-87.